# Stella Artois
Stella Artois er en belgisk undergæret lys lagerøl af pilsnertypen med 5,2% alkohol, der brygges af InBev.
Stella Artois blev brygget første gang i Leuven i 1926 som en juleøl. Den fik navnet Stella Artois efter det latinske ord for stjerne (stella) samt brygmesteren Sebastian Artois' efternavn. 
Selv om Belgien i international sammenhæng bedst er kendt for sine ales, tegner pilsnere som Stella Artois sig for størstedelen af landets forbrug og produktion. Stella Artois eksporteres til ca. 80 lande, herunder Danmark, og er en af verdens mest solgte øl. Den brygges også i andre lande, f.eks. Storbritannien, Tyskland og Australien. Særligt i Storbritannien er Stella Artois populær. 